# 184 Dejopeja
184 Dejopeja је астероид главног астероидног појаса са пречником од приближно 66,47 km.
Афел астероида је на удаљености од 3,417 астрономских јединица (АЈ) од Сунца, а перихел на 2,942 АЈ.
Ексцентрицитет орбите износи 0,074, инклинација (нагиб) орбите у односу на раван еклиптике 1,146 степени, а орбитални период износи 2071,552 дана (5,671 година).
Апсолутна магнитуда астероида је 8,31 а геометријски албедо 0,189.
Астероид је откривен 28. фебруара 1878. године.